# Hansea
Hansea is een Belgisch vervoerbedrijf. Tot maart 2014 heette het bedrijf Veolia Transport Belgium. Maar na een verkoop werd de naam gewijzigd in Hansea.
Begin maart 2014 werd het bedrijf Veolia Transport Belgium verkocht aan het Luxemburgse investeringsfonds Cube Infrastructure Fund en GIMV. De aandelen zijn respectievelijk verdeeld 51 en 49 procent. De onderhandelingen over een overname begonnen al in december 2013, maar pas in maart 2014 kwam een akkoord.
Hansea is via busexploitanten in België actief in acht provincies. Voor De Lijn is het bedrijf actief in de Vlaamse provincies Antwerpen, Limburg, Oost-Vlaanderen, Vlaams-Brabant en West-Vlaanderen. In Wallonië voor TEC actief in de provincies Henegouwen, Namen en Luik. In 2013 bezat het bedrijf 690 bussen en waren er 1130 mensen in dienst. De omzet in 2013 bedroeg 96,5 miljoen euro.